# Граслебен
Граслебен (нім. Grasleben) — громада в Німеччині, розташована в землі Нижня Саксонія. Входить до складу району Гельмштедт. Центр об'єднання громад Граслебен.
Площа — 11,27 км2. Населення становить 2426 ос. (станом на 31 грудня 2021).